# 스리랑카 항공의 운항 노선
스리랑카 항공은 다음과 같은 노선을 운항하고 있으며 자회사인 스리랑카 에어 택시는 포함되지 않는다. (2017년 2월 기준)

## 운항 노선

### 아시아

#### 동아시아
- 중화인민공화국
  - 베이징 - 베이징 서우두 국제공항
  - 광저우 - 광저우 바이윈 국제공항
  - 상하이 - 상하이 푸둥 국제공항
  - 청두 - 청두 솽류 국제공항 계절편
  - 충칭 - 충칭 장베이 국제공항 계절편
- 일본
  - 도쿄 - 나리타 국제공항

#### 동남아시아
- 말레이시아
  - 쿠알라룸푸르 - 쿠알라룸푸르 국제공항
- 싱가포르
  - 싱가포르 - 싱가포르 창이 국제공항
- 인도네시아
  - 자카르타 - 수카르노 하타 국제공항
- 태국
  - 방콕 - 수완나품 국제공항

#### 남아시아
- 방글라데시
  - 다카 - 샤잘랄 국제공항
- 몰디브
  - 말레 - 말레 국제공항
  - 간 섬 - 간 국제공항
- 스리랑카
  - 콜롬보 - 반다라나이케 국제공항 허브
- 인도
  - 델리 - 인디라 간디 국제공항
  - 뭄바이 - 차트라파티 시바지 국제공항
  - 바라나시 - 랄 바하두르 샤스트리 국제공항 계절편
  - 벵갈루루 - 켐페고우다 국제공항
  - 첸나이 - 첸나이 국제공항
  - 코임바토르 - 코임바토르 국제공항
  - 코치 - 코친 국제공항
  - 콜카타 - 네타지 수바스 찬드라 보스 국제공항
  - 트리반드룸 - 트리반드룸 국제공항
  - 티루치라팔리 - 티루치라팔리 국제공항
  - 하이데라바드 - 라지브 간디 국제공항
  - 가야 - 가야 공항 계절편
  - 마두라이 - 마두라이 공항
- 파키스탄
  - 라호르 - 알라마 이크발 국제공항
  - 카라치 - 진나 국제공항

#### 서남아시아
- 바레인
  - 마나마 - 바레인 국제공항
- 사우디아라비아
  - 리야드 - 킹 칼리드 국제공항
  - 제다 - 킹 압둘아지즈 국제공항
  - 담맘 - 킹 파드 국제공항
- 아랍에미리트
  - 아부다비 - 아부다비 국제공항
  - 두바이 - 두바이 국제공항
- 오만
  - 무스카트 - 무스카트 국제공항
- 카타르
  - 도하 - 뉴도하 국제공항
- 쿠웨이트
  - 쿠웨이트 시티 - 쿠웨이트 국제공항

### 아프리카

#### 동아프리카
- 세이셸
  - 마헤 - 세이셸 국제공항

### 유럽

#### 서유럽
- 영국
  - 런던 - 런던 히드로 국제공항

### 오세아니아
- 오스트레일리아
  - 멜버른 - 멜버른 공항

## 과거 취항지

### 아시아

#### 동아시아
- 중화인민공화국
  - 쿤밍 - 쿤밍 창수이 국제공항
- 홍콩
  - 홍콩 - 홍콩 첵랍콕 국제공항
- 일본
  - 오사카 - 간사이 국제공항
  - 후쿠오카 - 후쿠오카 공항

#### 남아시아
- 스리랑카
  - 함반토타 - 마탈라 라자팍사 국제공항
- 인도 –
  - 가야 - 가야 국제공항
  - 카리푸르 - 캘리컷 국제공항

#### 서남아시아
- 레바논
  - 베이루트 - 베이루트 국제공항
- 아랍에미리트
  - 샤르자 - 샤르자 국제공항

### 아프리카

#### 남아프리카
- 남아프리카 공화국
  - 요하네스버그 - OR 탐보 국제공항
  - 더반 - 킹 샤카 국제공항

### 유럽

#### 서유럽
- 영국
  - 런던 - 런던 개트윅 국제공항
  - 맨체스터 - 맨체스터 공항
- 프랑스
  - 파리 - 파리 샤를 드 골 국제공항
- 독일
  - 베를린 - 베를린 쇠네펠트 국제공항
  - 뒤셀도르프 - 뒤셀도르프 국제공항
  - 뮌헨 - 뮌헨 국제공항
  - 프랑크푸르트 - 프랑크푸르트 국제공항
- 네덜란드
  - 암스테르담 - 암스테르담 스키폴 국제공항
- 벨기에
  - 브뤼셀 - 브뤼셀 국제공항

#### 중유럽
- 스위스
  - 취리히 - 취리히 국제공항
- 오스트리아
  - 빈 - 빈 국제공항

#### 남유럽
- 이탈리아
  - 로마 - 레오나르도 다 빈치 국제공항
  - 밀라노 - 밀라노 말펜사 국제공항

#### 동유럽
- 러시아
  - 모스크바 - 도모데도보 국제공항

#### 북유럽
- 덴마크
  - 코펜하겐 - 코펜하겐 카스트럽 국제공항
- 스웨덴
  - 스톡홀름 - 스톡홀름 알란다 국제공항

### 오세아니아
- 오스트레일리아
  - 시드니 - 시드니 킹스포드 스미스 국제공항